# Episodi di Save Me (prima stagione)
La prima stagione della serie televisiva Save Me, composta da sei episodi, è stata resa disponibile nel Regno Unito il 28 febbraio 2018 su Sky Box Sets e Now.
In Italia, la stagione è stata resa disponibile il 28 settembre 2018 su Sky Box Sets e trasmessa su Sky Atlantic dal 28 settembre al 26 ottobre 2018.
| nº | Titolo originale | Titolo italiano | Pubblicazione UK | Pubblicazione Italia |
| -- | ---------------- | --------------- | ---------------- | -------------------- |
| 1  | Episode 1        | Episodio 1      | 28 febbraio 2018 | 28 settembre 2018    |
| 2  | Episode 2        | Episodio 2      | 28 febbraio 2018 | 28 settembre 2018    |
| 3  | Episode 3        | Episodio 3      | 28 febbraio 2018 | 28 settembre 2018    |
| 4  | Episode 4        | Episodio 4      | 28 febbraio 2018 | 28 settembre 2018    |
| 5  | Episode 5        | Episodio 5      | 28 febbraio 2018 | 28 settembre 2018    |
| 6  | Episode 6        | Episodio 6      | 28 febbraio 2018 | 28 settembre 2018    |